# Fildas Trading

## Fildas Trading
Fildas Trading este o companie românească, specializată în distribuția produselor farmaceutice, parte a Grupului Fildas-Catena, lider în distribuția și retailul pharma.
Fildas Trading este o afacere de familie, creată în anul 1991 de antreprenoarea Anca Vlad, parte din Grupul Fildas-Catena, grup de companii condus de Anca Vlad – președinte – și de fiul său, Alexandru Vlad – vicepreședinte. 
Cu 15 depozite la nivel național, ce totalizează peste 60.000 mp, și o flotă logistică modernă formată din aproape 300 de autovehicule, Fildas Trading oferă o acoperire completă a pieței românești, garantând livrarea rapidă și eficientă a produselor farmaceutice.

## Istoric
Compania Fildas a fost fondată în 1991, într-o perioadă de tranziție economică, cu scopul de a asigura distribuția rapidă și eficientă a medicamentelor și produselor farmaceutice pe piața românească. Din 1993, numele companiei a devenit Fildas Trading. În primii ani de activitate, compania s-a concentrat pe extinderea rețelei logistice și dezvoltarea relațiilor cu producătorii farmaceutici, reușind să își construiască rapid o reputație solidă în industrie.
În 2019, Fildas Trading a devenit lider în distribuția farmaceutică din România, investind constant în infrastructură, digitalizare și automatizare. 
Compania a implementat inițiative ecologice precum instalarea de panouri fotovoltaice în depozitele sale, reducând consumul de energie convențională, modernizarea flotei logistice, prin integrarea de vehicule electrice și hibride și reducerea consumului de hârtie prin digitalizarea proceselor interne.

## Responsabilitate socială
Prin Fundația Fildas Art, înființată în 1996, din pasiunea doamnei Anca Vlad pentru artă și din dorința sa de a sprijini artiștii, Fildas Trading a susținut și continuă să sprijine arta românească, promovând în același timp cinematografia, teatrul, muzica și literatura.
Fundația a produs documentarul „Darul aripilor”, un omagiu adus sculptorului Pavel Bucur și monumentului „Înaripata”, recunoscut internațional la festivaluri de film prestigioase.
De asemenea, Fildas Trading susține evenimente culturale importante precum Gărâna Jazz Festival și colaborează cu Opera Națională București pentru promovarea excelenței artistice.

## Recunoaștere
De-a lungul timpului, compania a obținut numeroase distincții, printre care:
- **Cupa campionilor în business** – Forbes România
- **Premiul Gala Campioni în Business 2024**
- **Trofeul „Lider în domeniul pharma de peste 30 de ani”** – Gala Premiilor Capital 2022
- **Premiul pentru investiții în digitalizare și automatizare** – Gala Performeri din Sănătate 2024
- **Trofeul Forbes 500 Business Awards**